# Wojciech Kowalewski
Wojciech Kowalewski (ur. 11 maja 1977 w Białymstoku) – polski piłkarz grający na pozycji bramkarza, reprezentant Polski.

## Kariera klubowa
Dysponujący dobrymi warunkami fizycznymi zawodnik swoją karierę seniorską rozpoczynał w sezonie 1996/1997, występując w zespole Wigry Suwałki. W następnym roku przeniósł się do Legii Warszawa, skąd na rundę wiosenną sezonu 2000/2001 został wypożyczony do Dyskobolii Grodzisk. W przerwie sezonu 2001/2002 zmienił barwy klubowe z Legii Warszawa na Szachtara Donieck. W 2003 przeniósł się do ligi rosyjskiej do Spartaka Moskwa. Na pierwszoligowych boiskach w Polsce rozegrał dotychczas 32 spotkania (stan na 15 września 2005). W reprezentacji Polski zagrał w 10 (stan na 3.02.2008) spotkaniach. Zdobył w sezonie 2001/2002 mistrzostwo Polski i Puchar Ligi z Legią Warszawa oraz mistrzostwo Ukrainy i Puchar Ukrainy z Szachtarem Donieck. Obecnie mieszka w Bakałarzewie (woj. podlaskie). W 2007 roku rozwiązał kontrakt ze Spartakiem. 3 lutego 2008 roku Kowalewski podpisał 3-letni kontrakt z Koroną Kielce. Po degradacji Korony do pierwszej ligi Kowalewski odszedł do greckiego Iraklisu Saloniki. W styczniu 2010 rozwiązał z nim kontrakt i z własną kartą w ręku przeszedł, podpisując dwuletnią umowę, do beniaminka rosyjskiej Premier Ligi – Sibiru Nowosybirsk. W rosyjskim zespole przebywał rok. Na początku 2011 roku miał pierwotnie związać się z Arką Gdynia, jednak ostatecznie zrezygnował z podpisania kontraktu. 15 stycznia 2011 podpisał kontrakt z cypryjskim klubem Anorthosis Famagusta. W barwach cypryjskiego klubu rozegrał jedno spotkanie, a w związku z kłopotami zdrowotnymi w 2011 przeszedł dwie operacje kręgosłupa. Wskutek tego na początku marca 2012 poinformował o zakończeniu kariery sportowej. 
W czasie Euro 2012 komentator studia TVP. Od 2021 roku jest ekspertem i komentatorem meczów Ligi Europy UEFA oraz Ligi Konferencji Europy UEFA w serwisie streamingowym Viaplay Polska. Podczas Euro 2024 w Niemczech wspólnie z Mateuszem Święcickim komentował ze stadionów wybrane mecze w TVP. 

## Kariera reprezentacyjna
6 czerwca 2008 został powołany przez Leo Beenhakkera na Euro 2008 w miejsce kontuzjowanego Tomasza Kuszczaka.
Mecze w reprezentacji
| lp. | Data                 | Miejsce                         | Przeciwnik          | Rezultat | Rozgrywki   | Grał   | Uwagi        |
| --- | -------------------- | ------------------------------- | ------------------- | -------- | ----------- | ------ | ------------ |
| 1.  | 10 lutego 2002       | Limassol, Cypr                  | Wyspy Owcze         | 2:1      | towarzyski  | od 77' |              |
| 2.  | 21 sierpnia 2002     | Szczecin, Polska                | Belgia              | 1:1      | towarzyski  | od 46' |              |
| 3.  | 7 września 2002      | Serravalle, San Marino          | San Marino          | 2:0      | el. ME 2004 | 90'    |              |
| 4.  | 21 lutego 2004       | San Fernando, Hiszpania         | Wyspy Owcze         | 6:0      | towarzyski  | od 46' |              |
| 5.  | 15 sierpnia 2005     | Kijów, Ukraina                  | Serbia i Czarnogóra | 3:2      | towarzyski  | do 80' |              |
| 6.  | 16 listopada 2005    | Ostrowiec Świętokrzyski, Polska | Estonia             | 3:1      | towarzyski  | od 46' |              |
| 7.  | 6 września 2006      | Warszawa, Polska                | Serbia              | 1:1      | el. ME 2008 | 90'    | Żółta kartka |
| 8.  | 7 października 2006  | Ałmaty, Kazachstan              | Kazachstan          | 1:0      | el. ME 2008 | 90'    |              |
| 9.  | 11 października 2006 | Chorzów, Polska                 | Portugalia          | 2:1      | el. ME 2008 | 90'    | Żółta kartka |
| 10. | 7 lutego 2007        | Jerez de la Frontera, Hiszpania | Słowacja            | 2:2      | towarzyski  | od 64' |              |
| 11. | 10 października 2009 | Praga, Czechy                   | Czechy              | 0:2      | el. MŚ 2010 | 90'    |              |